# (9470) Jussieu
(9470) Jussieu (1998 OS10) – planetoida z pasa głównego asteroid okrążająca Słońce w ciągu 5,59 lat w średniej odległości 3,15 j.a. Odkryta 26 lipca 1998 roku.